# Sasm
Sasm (in lingua fenicia 𐤔𐤔𐤌, ssm) o Sesem come attestato ad Ugarit (in lingua ugaritica 𐎎𐎒𐎒, ssm), o anticamente Sesen, era una divinità fenicia quasi sconosciuta, associata alla magia. Si è affermata soprattutto a seguito della metà del I millennio a.C..